# مانتوس

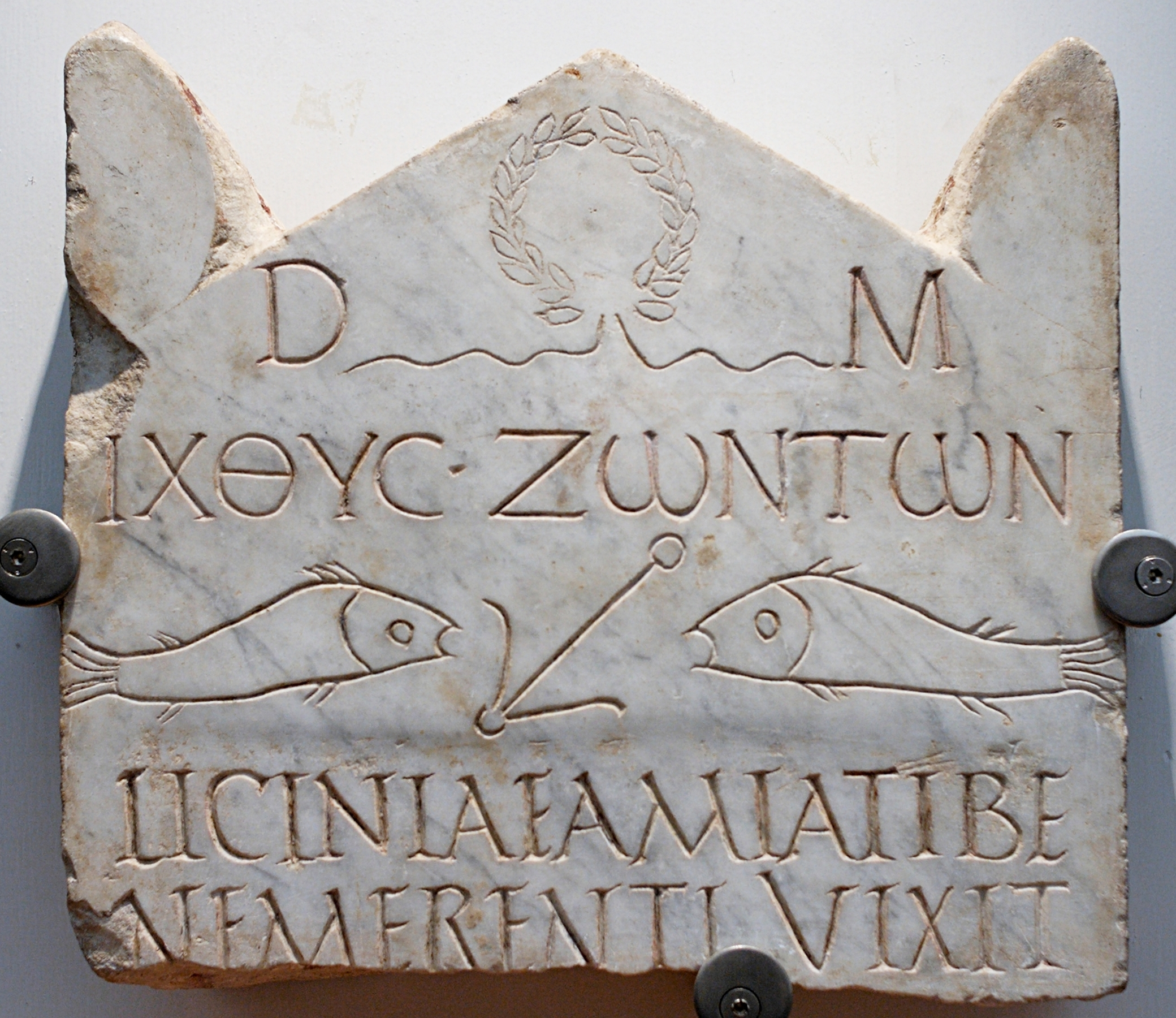
سنگ قبر (قرن دوم) خدای مرگ اتروسکی

مانتوس به استناد اساطیر اتروسکی، به همراه همسرش، مانیا، خدایان عالم اموات محسوب می‌شدند. آنها با شهر مانتوا (به ایتالیایی: Mantova)، که ممکن است نامش از همین مانتوس مشتق شده باشد، ارتباط داشتند.
از میان خدایان اتروسکی، مانتوس و مانیا، شهریار و شهبانوی زیرزمینی، از همه هراس انگیزتر بودند و هریک گروهی از شیاطین بالدار را، در پی اجرای احکام خویش می‌فرستادند.